# 야나르 매기
야나르 매기(에스토니아어: Janar Mägi, 1987년 4월 8일 ~ )는 에스토니아의 핸드볼 선수로 포지션은 레프트백이다.

## 경력
탈린 출신으로 고향인 탈린을 연고로 하는 HC 케흐라에서 선수 생활을 시작했다. 2004년에 1군 팀에 등록되었으며, 2006년과 2009년에 메이스트릴리가에서 우승하였고, 2005년, 2006년, 2009년에 에스토니아컵에서 우승했다. 또한 2004-05, 2008-09, 2009-10 EHF 컵, 2005-06, 2006-07 EHF 위너스컵, 2007-08 EHF 챌린지컵에 케흐라의 선수로 참가했다. 2010년 여름에 독일 2부 리그의 EHV 아우에로 이적했으며, 2018년에 은퇴했다.
에스토니아 국가대표팀의 일원으로도 활동하여 국제 경기 70번 출전했다.